# Красти Бургер
Красти Бургер је измишљени ресторан брзе хране из анимиране ТВ серије Симпсонови. Промотер и заштитно лице тог ресторана је Кловн Красти.